# Мануха Ганна Степанівна
Ганна Стапанівна Мануха (22 березня 1924, с. Червоне — 8 січня 1994, с. Сміле (Червоне), Роменського району Сумської області) —  механізатор, Герой Соціалістичної Праці (1977 р.).

## Біографія
Мануха Ганна Степанівна народилась 22 березня 1924 року в селянській родині села Червоне ( с. Сміле) Сумської області. Її дитинство пройшло в суворих умовах колективізації, голодомору 1932—1933 років. Ганна закінчила 5 класів Смілівської середньої школи. У чотирнадцять років розпочала трудову діяльність. Її юність була затьмарена війною. Переховувалась з ровесниками від гітлерівських посіпак, готувалась до боротьби з ворогами. Дівчат вистежили і в товарних вагонах повезли в Німеччину. Там Ганна Мануха пройшла жорстокі випробування: непосильну працю по 13-14 годин на добу, приниження і знущання. Через два роки тяжких поневірянь на чужині Ганна повернулась в рідне село Сміле. В 1945 році дівчина почала освоювати професію тракториста в щойно відродженій Протасівській машинно-тракторній станції. Її приваблював заклик Паші Ангеліної: «Дівчата, на трактор!». Тримісячні курси дівчина з освітою 5 класів закінчила «відмінно». Працювала добросовісно і натхненно. Ганна Степанівна пішла на пенсію в 50 років як жінка-механізатор. Вона продовжувала працювати на свинокомплексі.

## Трудовий подвиг
Сільська невисока дівчина орала землю з радістю і піснею. Тягар важкої чоловічої роботи лежав на жіночих плечах. З іржавого брухту зібрали жатку, і її уміло транспортувала Ганна Мануха. Ганна Мануха працювала в колгоспі «Прогрес» села Сміле, була майстром буряківництва по формуванню густоти насадження рослин, догляду і копанню. Досконало знала, як вирощувати кок-сагиз, махорку, м'яту та інші культури. Тридцять п'ять років трактором обробляла землю героїчна жінка. Працювала на «Універсалі», ХТЗ, ЮМЗ, Т-150. Освоїла кілька суміжних спеціальностей. В 1977 році розробила понад 5 тисяч гектарів умовної оранки при плані 1450 га. Усміхнена і привітна, вона давала слушні поради молодим механізатором, підтримувала їх. По досвід до неї приїжджали з сусідніх колгоспів трактористи, бригадири тракторних бригад, і Ганна охоче розповідала про успіхи в роботі, не приховуючи недоліки. У Ганни Степанівни багато сподвижниць, з якими разом у повоєнні роки водили трактори. Це Марія Чуб, Анастасія Романенко, та інші.

## Відзнаки і нагороди
В 1978 році у Всесоюзному змаганні жінок-механізаторів вона завоювала почесний приз імені Паші Ангеліної.
В 1977 році в Києві отримала високі нагороди — орден Леніна і Золоту медаль Героя Соціалістичної Праці. Ганна Мануха була нагороджена двома орденами Леніна, орденом Трудового Червоного Прапора, багатьма медалями.
1980 р. — пенсіонер союзного значення.